# ドラァグキング

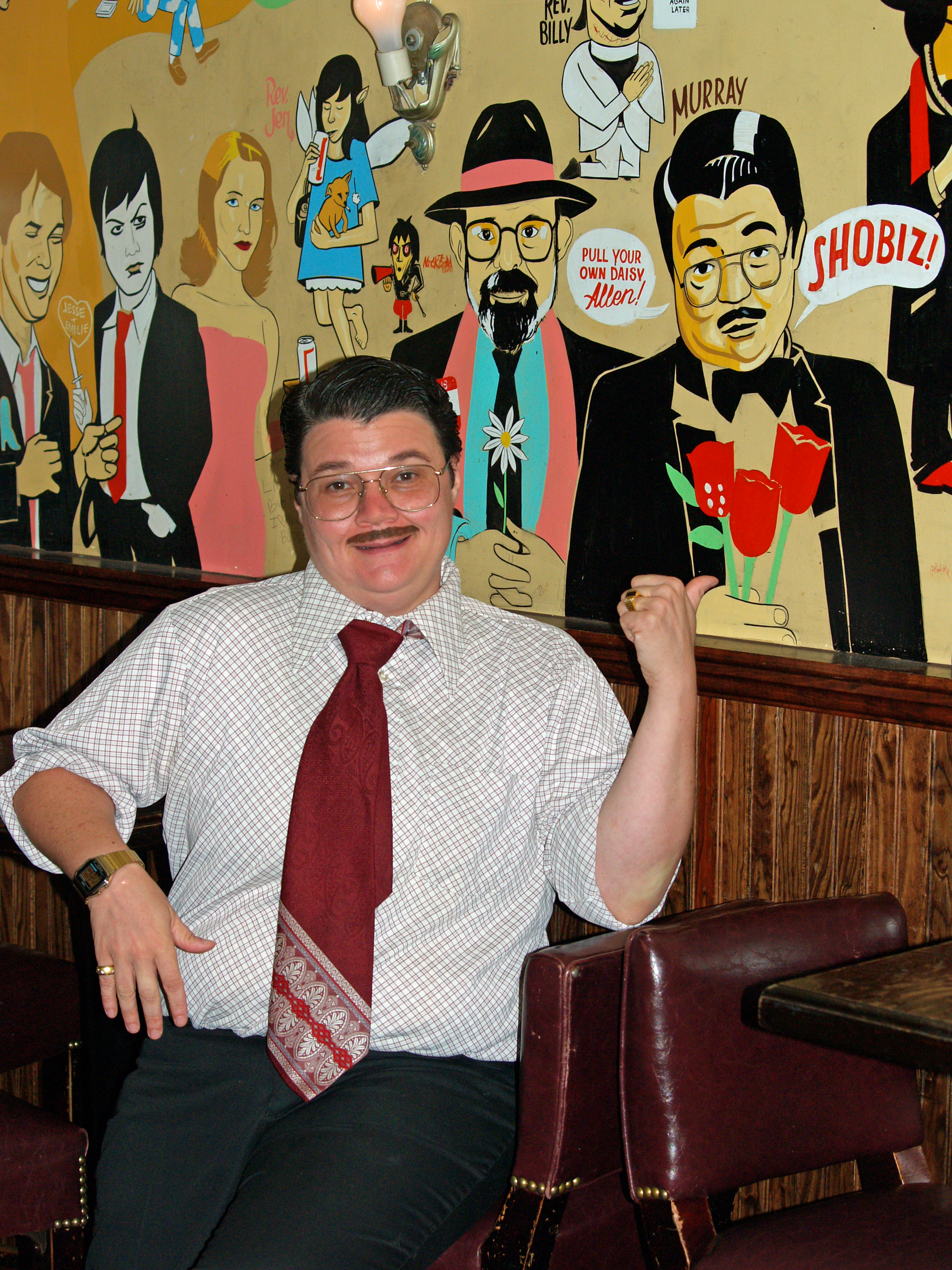
舞台や映画でも活躍するニューヨークベースのドラァグキングであるマリー・ヒル

ドラァグキング（英: drag king ）は、主に男性の姿に異性装した女性パフォーマーのことであり、舞台の個人ないし団体パートにおいて男性のジェンダー的ステレオタイプを表現する。ふつうドラァグキングのショーは、ダンス、芝居、スタンダップ・コメディ、歌（事前に録音した曲に口をあわせることもある）などを取り入れている。そして彼女たちは誇張されたマッチョな男性像を演じることで、建設作業員やラッパーなど社会の周縁にいる男性を表現するだけでなく、エルヴィス・プレスリーやマイケル・ジャクソン、ティム・マグロウなどの男性有名人の役に扮することもする。
1890年代から1900年代前半には、何人ものドラァグキングがイギリスのミュージックホールのスターとして誕生し、イギリスにおけるパントマイムは男性の役を女性が演じることが伝統にさえなった。1990年代半ば頃からドラァグ・キングは有名になり、ドラァグクイーンがかつてそうであったような注目を浴びるようになった。

## 歴史
ドラァグキングという言葉が初めて活字に現れるのは1972年のことだが、男性の衣装をした女性の演者という図式には長い歴史がある。例えば劇場やオペラには、「ズボン役」、「トラベスチ」という伝統的な役柄があった。女優で劇作家のスザンナ・セントリーヴァがズボン役であったのは1700年頃である。アメリカの劇場では、男役を演じて初めて人気になったのは、1867年にニューヨークでキャリアをスタートしたアニー･ヒンドルである（彼女はその前年に自分の着付師アニー・リャンと結婚している）。イギリスのミュージックホールであれば、ベスタ・ティリーが19世紀の後半から20世紀初めまで、男役として活躍した。ほかにイギリスの舞台にたった男役として、エラ・シールズ、ヘティー・キングがいる。ブルース歌手のグラディス・ベントレーは、1920年代から40年代にかけてニューヨーク、ロサンゼルス、サンフランシスコで男役を演じた。ストーム・デラヴィエ(Stormé DeLarverie ) は、1950年代から60年代のジュエルボックス・レヴューで女性のドラァグとともに男役で舞台にたった（その姿はドキュメンタリー映画『Storme: The Lady of the Jewel Box 』にも描かれている）。デラヴィエはストーンウォールの反乱の経験者でもあった。
ドラァグキングという言葉はより広い意味でも使われることがある。女性の身体をもった人間が、パフォーマンスアート以外の目的から伝統的な男性の衣装を身につけることがあるからである。例えば女性が一時的に男性としてその場をやりすごしたり、男性とはっきりみなされることなく、しかし力強い男らしいジェンダーを担いたいときがある。ダイアナ・トールは1989年にドラァグキングのワークショップを主催し、女性たちに自らを男性として通すためのレッスンを行った。
現代では、ファッションの一環としてメンズの帽子やタイ、ジャケットを身につけ、さらには上下のスーツさえ着こなすが、こういった女性がドラァグキングと見なされることはない。